# Oleksandr Istomin
Oleksandr Wladyslawowytsch Istomin (ukrainisch Олександр Владиславович Істомін; * 4. Februar 1998) ist ein ukrainischer Billardspieler aus Odessa, der in der Billardvariante Russisches Billard antritt.
Er wurde 2018 ukrainischer Meister in der Disziplin Dynamische Pyramide.

## Karriere
Oleksandr Istomin begann im Alter von 13 Jahren mit dem Billardspielen. Bei ukrainischen Jugendmeisterschaften gewann er insgesamt vier Medaillen und erzielte sein bestes Ergebnis im Oktober 2016, als er Vizemeister wurde. Zwei Monate zuvor war er bei seiner einzigen Teilnahme an der Jugendweltmeisterschaft in der Vorrunde ausgeschieden.
Bei den Erwachsenen nahm Istomin 2012 erstmals an der ukrainischen Meisterschaft in der Kombinierten Pyramide teil, schied dort jedoch sieglos aus. Drei Jahre später gelangte er bei seiner zweiten Meisterschaft, diesmal in der Dynamischen Pyramide, ins Sechzehntelfinale. Anfang 2016 erreichte er im ukrainischen Pokal erstmals das Viertelfinale. Im selben Jahr spielte er in allen drei Disziplinen bei den nationalen Meisterschaften mit, kam jedoch nicht über die Runde der letzten 32 hinaus. Anfang 2017 erreichte Istomin bei der Kombinierte-Pyramide-Meisterschaft das Achtelfinale. Im weiteren Verlauf des Jahres schied er hingegen bei den meisten Turnieren früh aus, lediglich beim Oleksandr-Hoduljan-Turnier kam er ins Achtelfinale und beim Imperial-Pokal im Dezember zog er ins Finale ein, in dem er Pawlo Radionow mit 3:4 unterlag.
Im Februar 2018 gewann Istomin bei der nationalen Meisterschaft in der Kombinierten Pyramide die Bronzemedaille, nachdem er im Halbfinale gegen den späteren Meister Andrij Kljestow verloren hatte. Wenig später gewann er im Endspiel gegen Mykyta Adamez mit 4:3 das Wjatscheslaw-Adamez-Turnier und erreichte bei der Meisterschaft im Triathlon das Viertelfinale. Im Juni 2018 wurde Istomin durch einen 7:5-Finalsieg gegen Andrij Kljestow ukrainischer Meister in der Dynamischen Pyramide. In der zweiten Jahreshälfte erreichte er unter anderem beim Hoduljan-Turnier und beim Imperial-Pokal das Viertelfinale.
2019 nahm Istomin an zwei nationalen Meisterschaften teil und schied beide Male im Achtelfinale aus, wobei er in der Dynamischen Pyramide als Titelverteidiger gegen Oleksandr Lapschyn verlor. Im Juli gewann er durch einen 5:3-Sieg im Endspiel gegen Wladyslaw Denyssow das Oleksandr-Hoduljan-Turnier. Nachdem er im ukrainischen Pokal das Viertelfinale erreicht hatte, nahm er im Oktober 2019 beim Savvidi Cup in Rostow am Don zum ersten Mal an einem großen internationalen Turnier teil und besiegte Wiktor Loktew, bevor er in der zweiten Runde gegen Jewgeni Prussak ausschied.

## Erfolge
| Ergebnis | Jahr | Turnier                               | Finalgegner        | Endstand |
| -------- | ---- | ------------------------------------- | ------------------ | -------- |
| Finalist | 2017 | Imperial-Pokal                        | Pawlo Radionow     | 3:4      |
| Sieger   | 2018 | Wjatscheslaw-Adamez-Turnier           | Mykyta Adamez      | 4:3      |
| Sieger   | 2018 | Ukrainische Meisterschaft (Dyn. Pyr.) | Andrij Kljestow    | 7:5      |
| Sieger   | 2019 | Oleksandr-Hoduljan-Turnier            | Wladyslaw Denyssow | 5:3      |

## Privates
Sein Vater Wladyslaw Istomin spielt ebenfalls Billard und wurde unter anderem ukrainischer Seniorenmeister.